# Power of the purse
O power of the purse - expressão anglófona - é a capacidade de um grupo de controlar as ações de outro grupo, retendo o financiamento ou impondo estipulações sobre o uso dos fundos. O poder da bolsa pode ser usado de forma positiva (por exemplo, concessão de financiamento extra para programas que atingem determinados parâmetros de referência) ou negativa (por exemplo, remoção de financiamento para um departamento ou programa, eliminando-o efetivamente). O poder da bolsa é mais frequentemente utilizado por forças dentro de um governo que não tem poder executivo direto, mas tem controle sobre orçamentos e impostos.